# مركبة ترفيه

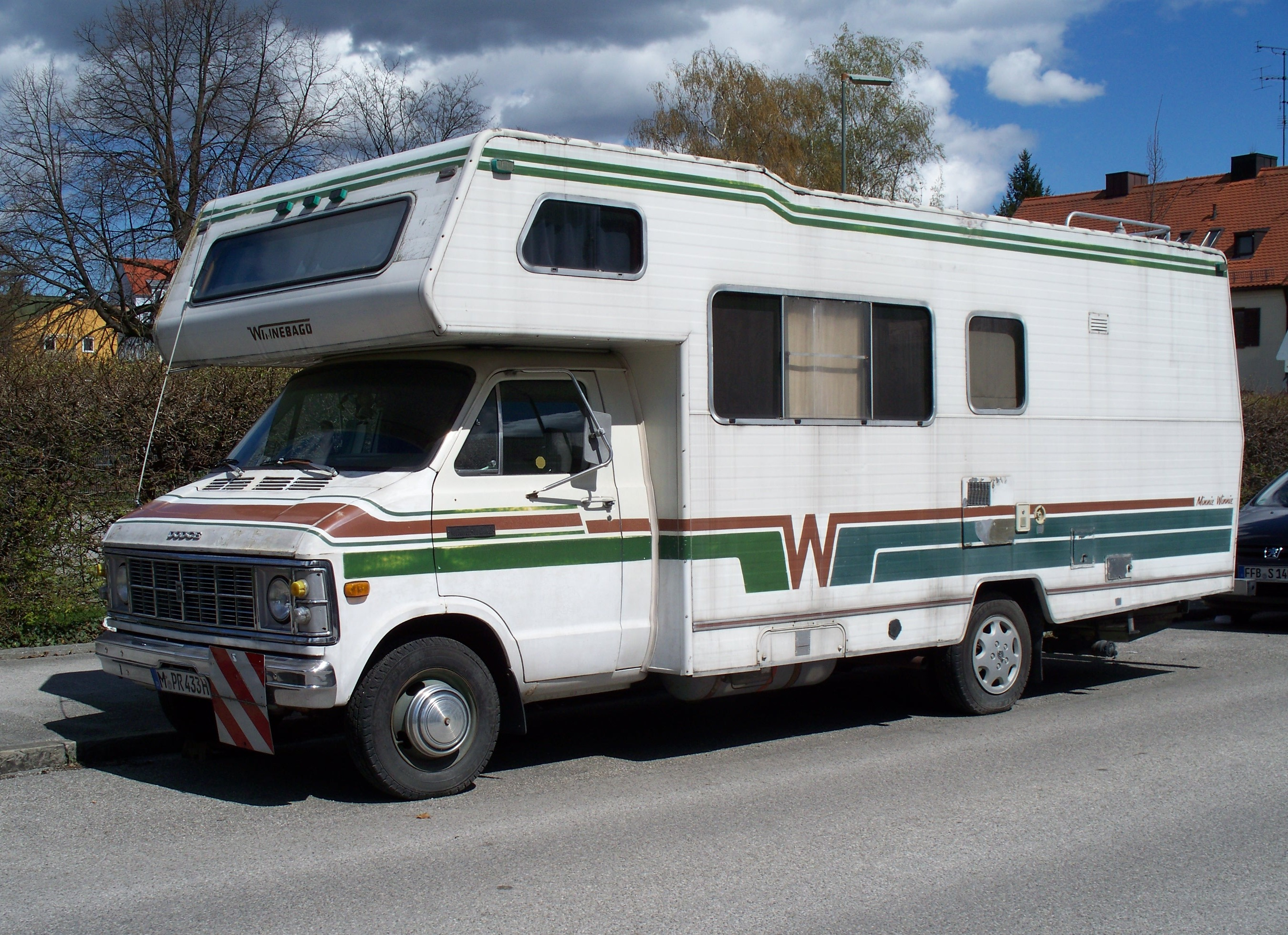
مركبة ترفيه

مركبة الترفيه هي مركبة أو مقطورة تتضمن أماكن معيشة مصممة للإقامة. أنواع مركبات الترفيه تشمل المنزل المتنقل، شاحنة التخييم، الكرافانات (المعروفة أيضًا بـ مقطورات السفر ومقطورات التخييم)، مقطورات ذات عجلة خامسة، مقطورة التخييم المنبثقة وشاحنة التخييم.

## الميزات
تشمل المرافق النموذجية لمركبات الترفيه مطبخ وحمام ومرافق للنوم واحدة أو أكثر. يمكن أن تتراوح منفعتها منها - الذي يحتوي فقط على أماكن النوم ومرافق المطبخ الأساسية - أما المركبات الفاخرة منها لها ميزات مثل تكييف الهواء، وسخانات المياه، وأجهزة التلفزيون وأجهزة استقبال الأقمار الصناعية، وأسطح المطبخ المصنوعة من الكوارتز.
يمكن أن تكون مركبات الترفيه إما مقطورات (يتم سحبها خلف السيارات) أو ذات محرك ذاتي. معظم المركبات الصغيرة ذات طابق واحد؛ ومع ذلك توجد أنواع ذات الطابقين. غالبًا ما تحتوي المركبات الكبيرة على مظلات وجوانب قابلة للتوسيع (تنزلق للخارج) للتنقل بحجم أصغر.

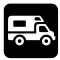
رمز الخريطة المستخدم بواسطة إدارة المتنزهات الوطنية أمريكية للإشارة إلى مخيمات مركبات الترفيه.

## التاريخ
النوع الأول من الكرفانات هو عربة مغطاة تجرها الخيول، والتي لعبت دورًا مهمًا في فتح المناطق الداخلية من قارة أمريكا الشمالية للمستوطنين البيض حوالي عام 1745. كانت مركبات الترفيه راسخًة في الولايات المتحدة بحلول عشرينيات القرن الماضي، حيث تم إنشاء نوادي تخييم مركبات الترفيه في جميع أنحاء البلاد، على الرغم من الطرق الغير ممهدة ومرافق التخييم المحدودة. بدأت العديد من الشركات في تصنيع مقطورات المنازل (سُمّيت مقطورة الحافلات في ذلك الوقت
) إحدى هذه الشركات هي (اير ستريم). حتى الخمسينيات من القرن الماضي، كانت صناعة مركبات الترفيه مرتبطة ارتباطًا وثيقًا بصناعة المنازل المتنقلة لأن معظم المنازل المتنقلة كانت أقصر من 9 أمتار (30 قدمًا)، وبالتالي يمكن نقلها بسهولة. خلال الخمسينات، انفصلت صناعات مركبات الترفيه والمنزل المتنقل وبدأت مصانع مركبات الترفيه في بناء عربات متنقلة مستقلة.
في أوروبا، بنيت العربات للإقامة (بدلاً من مجرد نقل الأشخاص أو البضائع) التي طُورت في فرنسا حوالي عام 1810. اُستُخدِمت في بريطانيا من قبل فناني العروض والسيرك من عشرينيات القرن التاسع عشر. بدأ الرومانيين في العيش في كرافانات (فاردو) حوالي عام 1850.
وفي كندا، تم بناء أول بيوت متنقلة على هياكل سيارات أو شاحنات حوالي عام 1910.
في أستراليا، تم بناء أقدم بيت متنقل في عام 1929. ويُعرف هذا المنزل بأنه أول كرفان آلي في أستراليا ويقع حاليًا في متحف جولوا.

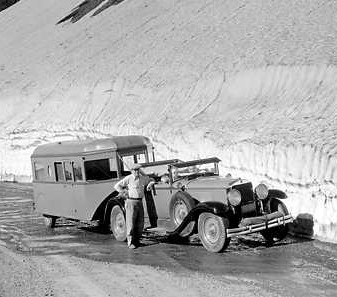
سيارة ومقطورة مراقبة سياحية عام 1933.

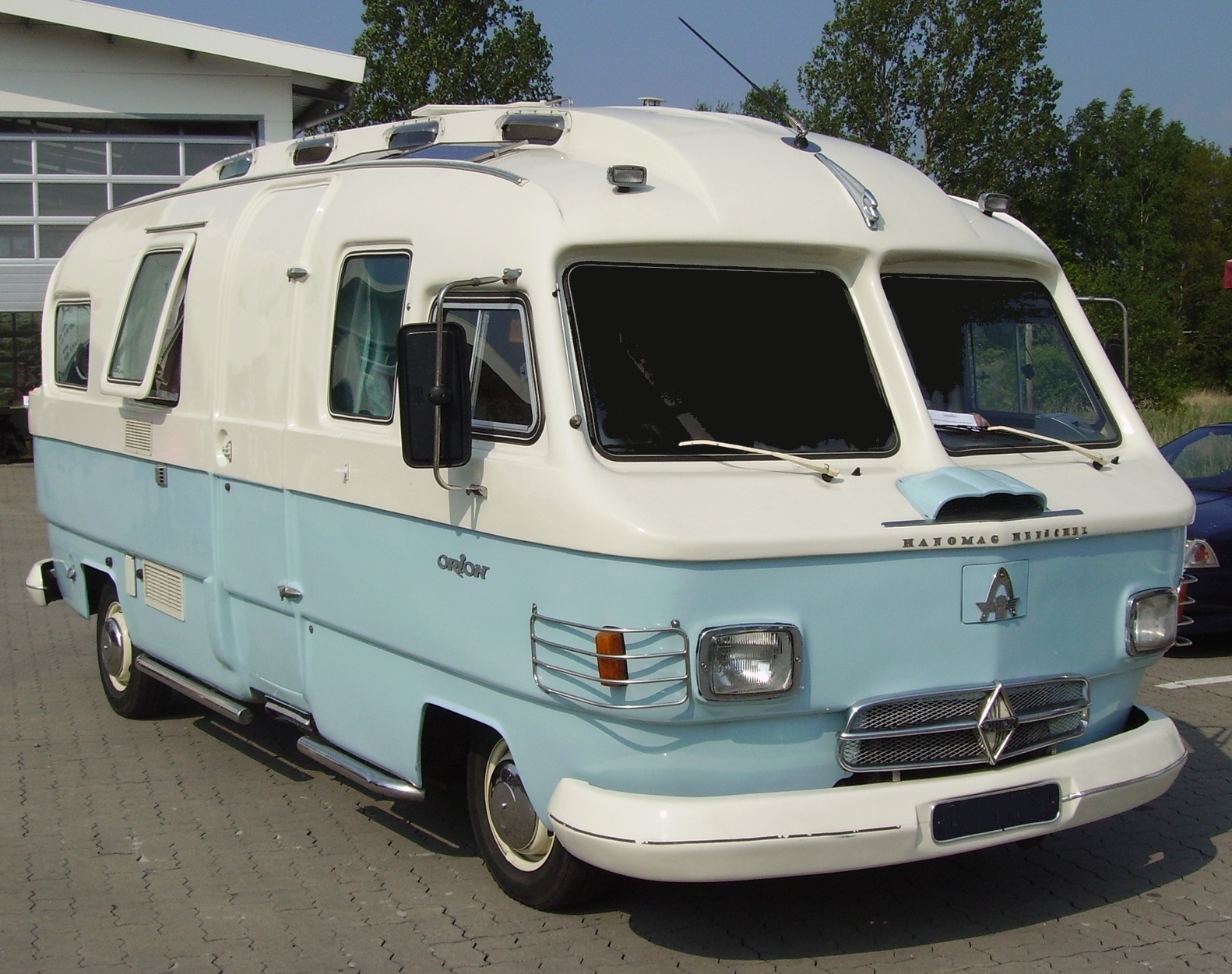
1970s هانوماج-هينشل أوريون في السبعينات.

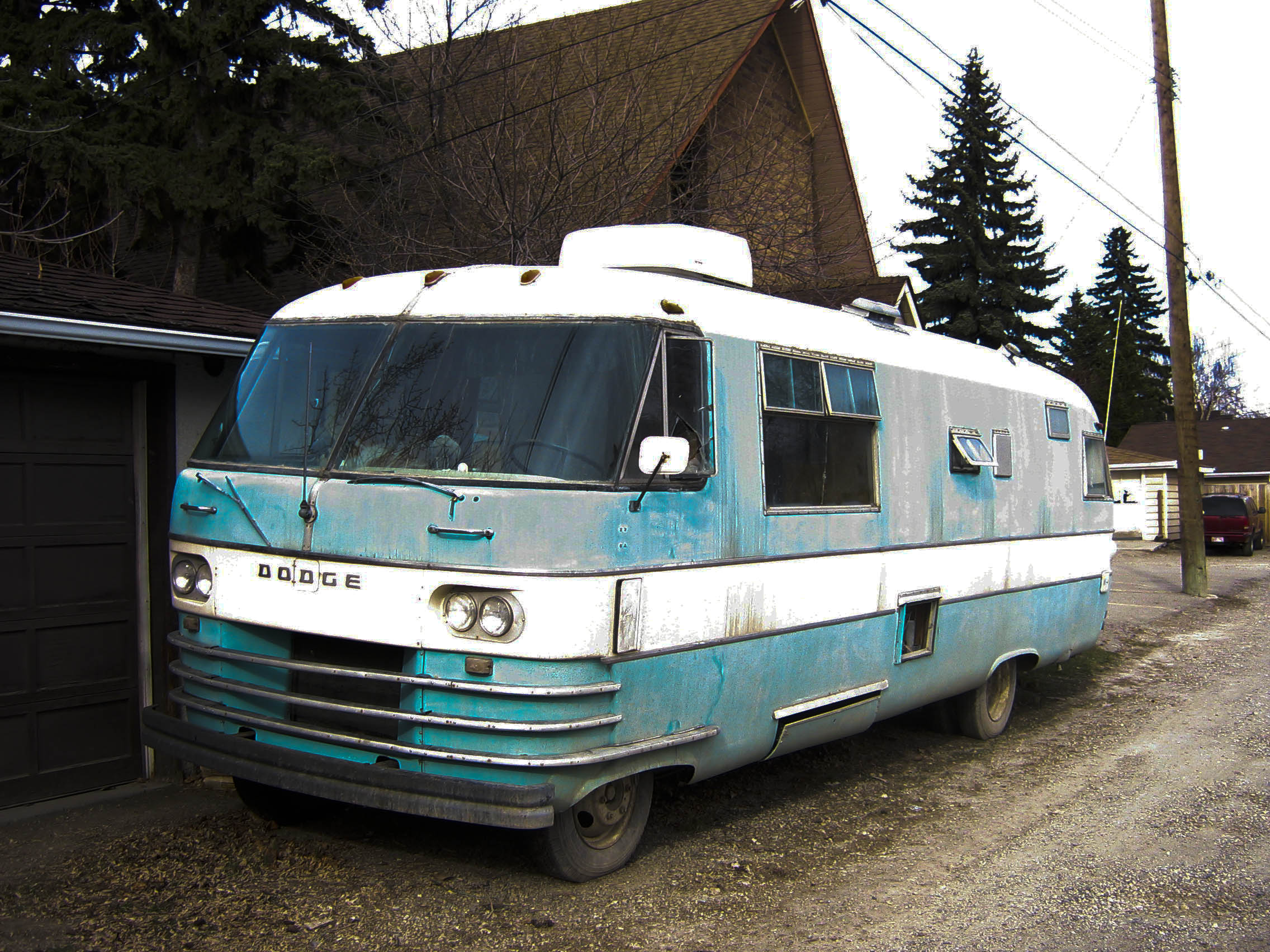
1970 دودج ترافكو في السبعينات.

.

## صناعة مركبات الترفيه
في الولايات المتحدة، يتم تصنيع حوالي 85 في المائة من مركبات الترفيه المباعة في إنديانا، [4] وما يقارب من ثلثي هذا الإنتاج في مقاطعة إلكهارت، والتي تُطلق على نفسها اسم «عاصمة مركبات الترفيه في العالم»، عدد السكان 206000. للصناعة تأثير اقتصادي سنوي يبلغ 32.4 مليار دولار أمريكي في إنديانا، وتدفع 3.1 مليار دولار أمريكي من الضرائب للولاية، وتدعم 126.149 وظيفة و7.8 مليار دولار أمريكي في الأجور، وذلك وفقًا لجمعية صناعة مركبات الترفيه. [5]
تعد مركبات الترفيه حول إلكهارت جزءًا من شبكة كبيرة من شركات معدات النقل ذات الصلة، بما في ذلك صانعي مقطورات المرافق ومُصنّعي الحافلات المتخصصة، والذين ينحدرون من نفس سلاسل التوريد. [4] تلقت الصناعة ضرائب من التعرفة الجمركية الأمريكية على الفولاذ والألمنيوم وغيرها من الواجبات على أجزاء المركبة المصنوعة في الصين، لكل من تركيبات السباكة إلى المكونات الإلكترونية إلى أغطية مقاعد الفينيل. أجبر ارتفاع الأسعار المرتبط بالتعرفة المصنعين على تمرير بعض التكاليف المتزايدة على الرغم من ارتفاع أسعار المركبات، مما ساهم بدوره في تباطؤ المبيعات. [4] انخفضت شحنات المركبات إلى التجار بنسبة 22٪ في الأشهر الخمسة الأولى من عام 2019، مقارنة بالفترة نفسها من العام الماضي وذلك بعد انخفاضها بنسبة 4٪ في عام 2018. [4]

## الاستخدام

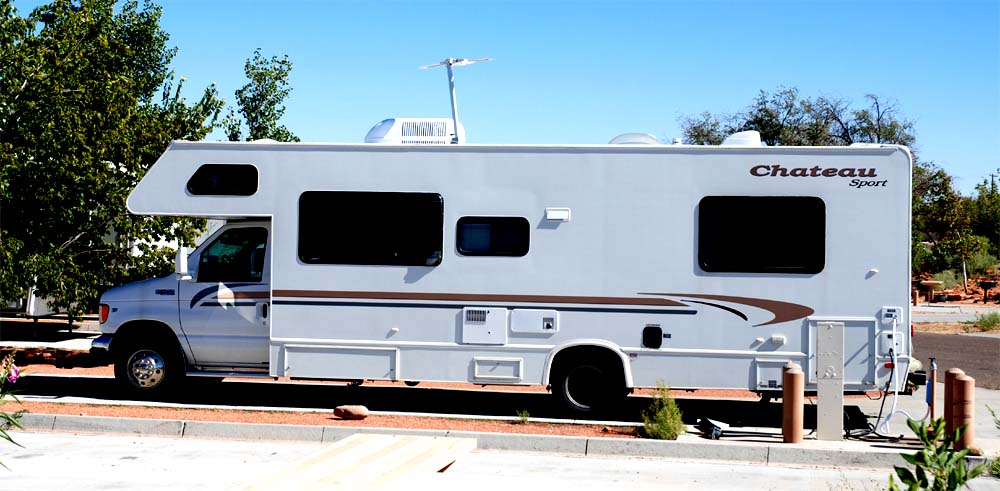
منزل متنقل من الفئة C

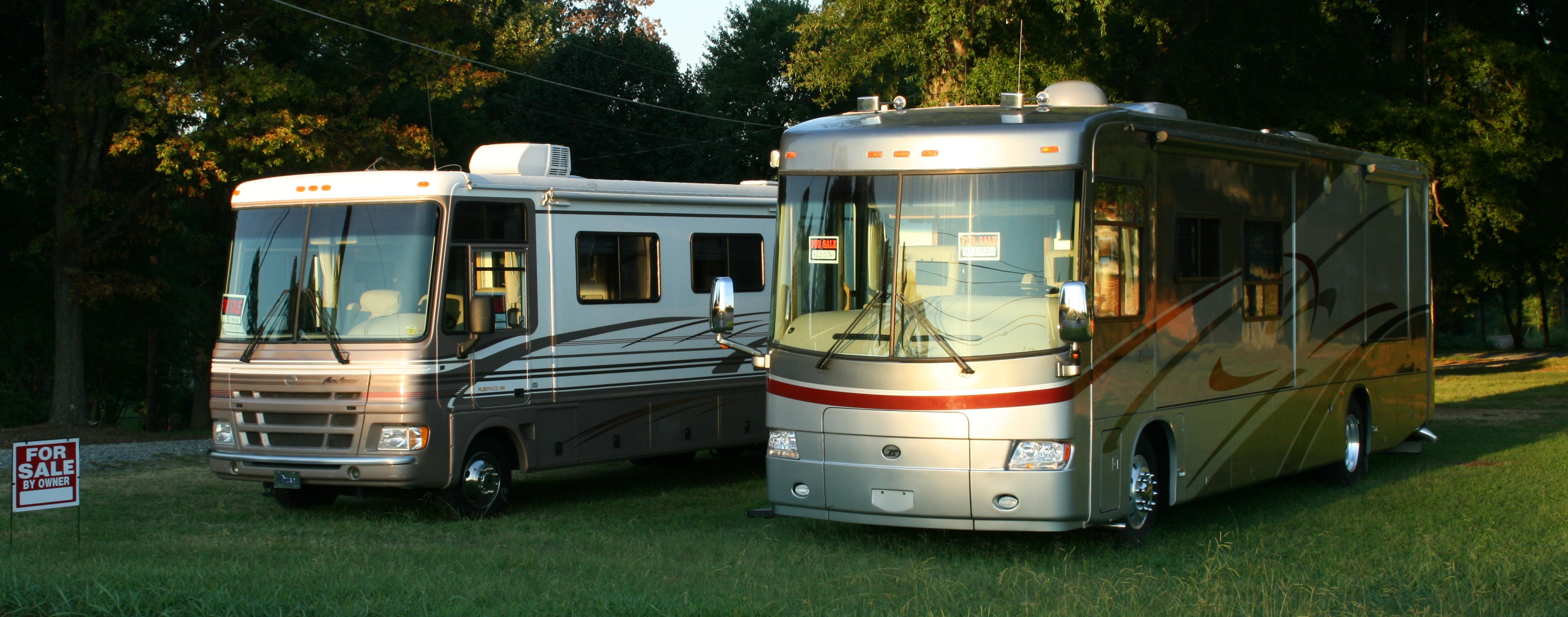
منزل متنقل من الفئة A

على الرغم من أن الاستخدام الأكثر شيوعًا لمركبات الترفيه هو الإقامة المؤقتة عند السفر، إلا أن بعض الأشخاص يستخدمون مركبات الترفيه كمقر إقامة رئيسي لهم. في الولايات المتحدة وكندا، يُشار إلى السفر جنوبًا كل شتاء إلى مناخ أكثر دفئًا بطائر الشتاء. في أستراليا، فإن المصطلح العامي للشخص المتقاعد الذي يسافر في المركبة ترفيه هو «الرحال الرمادي». [6]
يضع بعض الأشخاص الألواح الشمسية بسقف المركبة الخاص بهم. [7]
إن استخدام مركبات الترفيه شائع في المهرجانات الريفية مثل مهرجان الرجل المحترق
. [8]
```
الرطوبة والتكثف:
```

الرطوبة مشكلة شائعة في مركبات الترفيه. إن المصادر الرئيسية للرطوبة فيها هي التنفس من مستخدميها، وكذلك بخار الماء من أي طهي داخلي أو تجفيف الملابس. يمكن أن تكون مياه الأمطار التي تدخل إلى المركبة أيضًا سببًا للرطوبة.
تؤدي الرطوبة العالية جدًا إلى هواء داخلي ضعيف. بالإضافة إلى ذلك، عادة ما تتكثف الرطوبة على النوافذ لأنها عادة ما تكون الأسطح الأكثر برودة داخل المركبة. يميل التكثيف بعد ذلك إلى التنقيط لأسفل إطار النافذة، ويمكن أن يصل للجدار إذا لم يكن إطار النافذة مقاومًا بدرجة كافية للماء؛ مما قد يتسبب في نمو العفن.
تتشابه إجراءات التخلص من الرطوبة في المركبة مع تلك التي يتم إجراؤها للشقق، والتي هي التهوية أو التهوية مع التدفئة. وقد يساعد أيضًا الطهي وتجفيف الملابس في الهواء الطلق. يمكن وضع مزيل الرطوبة في مركبة الترفيه من أجل خفض الرطوبة، لكنه لن يزيل السبب الأساسي وبالتالي يمكن اعتباره في الغالب حلاً مؤقتًا. وتجدر الإشارة إلى أن العزل الحراري الإضافي نادرًا ما يكون حلاً عمليًا في مركبات الترفيه، حيث نادرًا ما تكون هناك مساحة كافية لجعل العزل سميكًا بما يكفي لمنع التكثف ونمو العفن المرتبط به.

## التركيبة السكانية
اعتبارًا من عام 2016، كان متوسط عمر الشخص الذي يمتلك مركبة ترفيه في الولايات المتحدة 45 عامًا، مع انخفاض ذلك لمدة ثلاث سنوات منذ عام 2015.